# РаХоВа
Рахова (від перших букв англ. racial holy war — расова священна війна) — передбачувана війна арійської раси за своє існування проти кольорових рас. Термін був введений Беном Классеном, канадським вихідцем з України, засновником Світової Церкви Творця (яка пізніше, за обставинами судового конфлікту з однойменною орегонською церквою, була перейменована в Рух творення). У даний час термін має певну популярність серед прихильників білого расизму [джерело?].
Для перемоги в передбачуваній Рагова необхідне об'єднання всіх людей білої раси в єдиний фронт — Четвертий Рейх [джерело?].
У Канаді, в провінції Онтаріо, існувала музична група «RaHoWa», очолювана Джорджем Бурді і пов'язана з Рухом творення; продюсером групи був лейбл «Resistance Records». До розпаду цю музичну групу привів арешт і чотиримісячне тюремне ув'язнення Бурді за звинуваченням у фізичному насильстві, після чого музикант залишив расистський рух [джерело?].